# Anoplodactylus oculospinosus
Anoplodactylus oculospinosus är en havsspindelart som beskrevs av Hilton, W.A. 1942. Anoplodactylus oculospinosus ingår i släktet Anoplodactylus och familjen Phoxichilidiidae. Inga underarter finns listade i Catalogue of Life.